# ONE MORE YMO
『ONE MORE YMO』（ワン・モア・ワイエムオー）は、イエロー・マジック・オーケストラ (YMO) のライブ・アルバム。2000年4月26日に東芝EMI／イーストワールドより発売された。

## 制作
YMO結成20周年を記念して発売された作品で、本作は、ベスト・アルバム『YMO GO HOME!』（1999年）に続く第2弾として、高橋幸宏が選曲と監修を担当した。リマスタリングは小池光夫が担当し、一部の曲は高橋の手によりミキシングが行われている。

## リリース
2000年4月26日に東芝EMIのイーストワールドレーベルよりリリースされ、コンサートに関する詳細なデータのほか、高橋による収録曲や各コンサート・ツアーのコメントも掲載されている。
2007年3月21日にソニー・ミュージックダイレクトのGTmusicより再リリースされた。その際、ディスクジャケットが変更されている。

## ディスクジャケット
オリジナル盤のジャケットデザインは奥村靫正、再発盤は羽良多平吉が担当した。

## リリース履歴
| No. | 日付          | 国名 | レーベル                                | 規格 | 規格品番   | 最高順位 | 備考                                                                         |
| --- | ------------- | ---- | --------------------------------------- | ---- | ---------- | -------- | ---------------------------------------------------------------------------- |
| 1   | 2000年4月26日 | 日本 | 東芝EMI／イーストワールド               | CD   | TOCT-24315 | 23位     | 初回プレスのみオリジナルポストカード、“ONE MORE”プレゼント応募用ハガキ封入。 |
| 2   | 2007年3月21日 | 日本 | ソニー・ミュージックダイレクト／GTmusic | CD   | MHCL-1045  |          | ディスクジャケットが変更されている。                                         |

## 収録曲
- ライブのデータはライナーノーツに基づく。

| 全編曲: YMO。 |                                            |                              |                        |                                                    |       |
| #             | タイトル                                   | 作詞                         | 作曲                   | ライヴ会場／日付                                   | 時間  |
| 1.            | 「SNAKEMAN SHOW IN BUDOKAN」(未発表テイク) |                              |                        | 東京 日本武道館 1980年4月23日                      | 1:32  |
| 2.            | 「RYDEEN」                                 |                              | 高橋幸宏               | 東京 日本武道館 1980年12月27日                     | 4:42  |
| 3.            | 「BEHIND THE MASK」                        | クリス・モズデル             | 坂本龍一               | L.A. グリーク・シアター 1979年8月4日               | 3:17  |
| 4.            | 「COSMIC SURFIN'」                         |                              | 細野晴臣               | L.A. グリーク・シアター 1979年8月4日               | 3:44  |
| 5.            | 「DAY TRIPPER」                            | レノン＝マッカートニー       | レノン＝マッカートニー | N.Y. ボトムライン 1979年11月6日                    | 2:45  |
| 6.            | 「SOLID STATE SURVIVOR」(re-mix)           | クリス・モズデル             | 高橋幸宏               | ハリウッド A&Mチャップリン・ステージ 1980年11月7日 | 4:00  |
| 7.            | 「LA FEMME CHINOISE」                      | クリス・モズデル             | 高橋幸宏               | N.Y. ボトムライン 1979年11月6日                    | 5:57  |
| 8.            | 「CASTALIA」(re-mix/未発表テイク)          |                              | 坂本龍一               | N.Y. ボトムライン 1979年11月6日                    | 3:28  |
| 9.            | 「TONG POO」                               |                              | 坂本龍一               | ロンドン ヴェニュー 1979年10月16日                 | 6:07  |
| 10.           | 「THOUSAND KNIVES」(re-mix)                |                              | 坂本龍一               | ロンドン ヴェニュー 1979年10月24日                 | 8:13  |
| 11.           | 「GREEN BACK DOLLER」(re-mix)              | ホイト・アクストン           | ホイト・アクストン     | 東京 日本武道館 1980年4月23日                      | 2:24  |
| 12.           | 「PURE JAM」(未発表テイク)                 | ピーター・バラカン           | 高橋幸宏               | 東京 新宿コマ劇場 1981年12月24日                   | 4:20  |
| 13.           | 「SEOUL MUSIC」(未発表テイク)              | 坂本龍一、ピーター・バラカン | 坂本龍一、高橋幸宏     | 東京 新宿コマ劇場 1981年12月23日                   | 4:32  |
| 14.           | 「MASS」(未発表テイク)                     | 細野晴臣、ピーター・バラカン | 細野晴臣               | 東京 新宿コマ劇場 1981年12月23日                   | 4:43  |
| 15.           | 「WILD AMBITIONS」                         | 細野晴臣                     | 細野晴臣、坂本龍一     | 東京 日本武道館 1983年12月13日                     | 5:18  |
| 16.           | 「I TRE MERLI」                            |                              | YMO                    | 東京 東京ドーム 1993年6月10・11日                  | 6:16  |
| 17.           | 「TECHNOPOLIS」(re-mix/未発表テイク)       |                              | 坂本龍一               | ロンドン ヴェニュー 1979年10月16日                 | 5:09  |
| 合計時間:     | 合計時間:                                  | 合計時間:                    | 合計時間:              | 合計時間:                                          | 76:27 |

## 曲解説
1. SNAKEMAN SHOW IN BUDOKAN
  - スネークマンショーの咲坂守（小林克也）・畠山桃内（伊武雅刀）によるイントロデュース。TBSラジオの『それゆけスネークマン』（1980年）にて放送されたもので、1980年4月23日に日本武道館で行われたイヴェント「雑誌「写楽」創刊記念イヴェント『イエロー・マジック・オーケストラ・サーカス どうしょうもなく日本一/写楽 IN 武道館』」に起きた騒動の際、それまで「ある意味秘蔵音源」といわれた「坂本が観客に怒鳴る」「高橋が観客をなだめる」音声が収録されている。放送時に存在した「司会の生島ヒロシが観客をなだめる」音声、「恐竜の真似」の音声はカットされている。なお、バックで流れている曲は、リヒャルト・シュトラウスの「ツァラトゥストラはかく語りき」。
2. RYDEEN
  - ライブ・アルバム『ライヴ・アット・武道館1980』（1993年）同様、元はフジテレビで放送された音源。坂本のヴォコーダーボイスが一部カットされている。
3. BEHIND THE MASK
4. COSMIC SURFIN'
5. DAY TRIPPER
6. SOLID STATE SURVIVOR (re-mix)
  - 高橋は、ライナーノーツで「このチャップリンスタジオでのライヴは業界関係者[注釈 1]を招いてのライヴであったため、別日のチケットを買って来た観客の前で行ったライヴのテイクを入れたかったが、録っていなかったのでこれを選んだ」と語っている。
7. LA FEMME CHINOISE
8. CASTALIA (re-mix/未発表テイク)
9. TONG POO
10. THOUSAND KNIVES (re-mix)
  - 坂本のシンセサイザーソロの一部がカットされている。
11. GREEN BACK DOLLER (re-mix)
  - アメリカのフォークグループであるキングストン・トリオ（英語版）が発表したアルバム『ニュー・フロンティア（英語版）』（1962年）に収録されている楽曲のカヴァー。
12. PURE JAM (未発表テイク)
  - ライブ・アルバム『ウィンター・ライヴ1981』（1995年）では聞き取りづらかった、ピーター・バラカンによる「ジャムデショ」「ソレジャムデショドーゾ」が鮮明になった。
13. SEOUL MUSIC (未発表テイク)
14. MASS (未発表テイク)
15. WILD AMBITIONS
16. I TRE MERLI
17. TECHNOPOLIS (re-mix/未発表テイク)